# Otto Hof
Otto Hof (* 13. Februar 1902 in Frankfurt am Main; † 12. Januar 1980 in Freiburg) war ein deutscher evangelischer Theologe.

## Leben
Hof studierte in Erlangen und Leipzig Evangelische Theologie. Er wurde Mitglied des Erlanger und Leipziger Wingolf. Nach dem Vikariat wurde er zunächst Pfarrer in der vom Pietismus geprägten Gemeinde Friedrichstal (Baden). War seine Predigt zunächst noch ganz von der Erweckungsfrömmigkeit der Gemeinde bestimmt, begann schon bald seine Auseinandersetzung mit den Deutschen Christen. Über mehrere Jahre hatte er die Schriftleitung der Kirchlich-Positiven Blätter inne, deren zentrale theologische Artikel er zumeist selbst verfasste. Er wurde Mitglied der Badischen Bekenntnisgemeinschaft und wirkte im Landesbruderrat mit.
Im Jahre 1937 wurde er Pfarrer der Freiburger Christuskirche und im Jahre 1941 auch Freiburger Studentenpfarrer. Im Jahre 1942 wurde er zudem Seelsorger in einem Reservelazarett.
Bewegt durch die Judenpogrome 1938 und sein Engagement in der Bekennenden Kirche nahm er Teil am Freiburger Konzil, einem Gesprächskreis mit Freiburger Universitätsprofessoren und Pfarrern der Bekennenden Kirche.
1946 wurde Hof zum Kreisdekan für den Kirchenkreis Südbaden berufen. Er wirkte im Verfassungsausschuss der Landessynode mit und hatte wesentlichen Anteil an einer neuen, am Bekenntnis orientierten Grundordnung. Dabei gehörte er mit Landesbischof Julius Bender und Otto Friedrich zu denen, die die badische Landeskirche stärker lutherisch ausrichten wollten.
Im Jahre 1949 wurde Hof zum Honorarprofessor an der Albert-Ludwigs-Universität in Freiburg berufen, wo er bis zum Jahre 1970 Vorlesungen, weitgehend über die Theologie Martin Luthers, hielt.
Im Jahre 1953 wurde er zum Oberkirchenrat ernannt und war Gebietsreferent für Mittelbaden. Im Jahre 1967 ging er in den Ruhestand, wirkte aber noch bis 1972 am Freiburger Oberseminar und im Verwaltungsrat des Diakonissenhauses Nonnenweier mit.
Die Universität Heidelberg zeichnete Hof 1950 mit der theologischen Ehrendoktorwürde aus.

## Schriften (Auswahl)
- Das Heidelberger Predigerseminar bis zu seiner Reorganisation (1867) insbesondere die Gestaltung des Verhältnisses zwischen Kirche und Seminar, Karlsruhe 1932.
- Biblische Glaubenslehre. Die wichtigsten Lehrstücke des christlichen Glaubens für die Gemeinde dargestellt, Karlsruhe 1940.
- Der Mensch nach der evangelischen Lehre, in: Universitas. Zeitschrift für Wissenschaft, Kunst und Literatur 1 (1946), S. 401–418.
- Luther über Trübsal und Anfechtung (Bekennende lutherische Kirche, Heft 5), Neuendettelsau 1951.
- als Hrsg.: Dienende Kirche. Festschrift für Landesbischof D. Julius Bender zu seinem 70. Geburtstag am 30. August 1963, Karlsruhe 1963.
- Schriftauslegung und Rechtfertigungslehre. Aufsätze zur Theologie Luthers. Mit einem Geleitwort von Edmund Schlink, Karlsruhe 1982.